# Hugo Beccacece
Hugo Beccacece (n. Buenos Aires, Argentina, 27 de noviembre de 1941) es un licenciado, profesor de Filosofía, periodista, traductor, crítico literario y escritor argentino, que recibiera varios premios y la condecoración de la Orden de la Estrella de la Solidaridad Italiana en el año 2003.

## Biografía
Hugo Beccacece había nacido en la ciudad de Buenos Aires, capital de la República Argentina, el 27 de noviembre de 1941.
Se recibió en 1971 de profesor en la facultad de Filosofía y Letras de la UBA. Como docente se desempeñó en dicha universidad, dictando las cátedras de Introducción a la Filosofía e Introducción a las Ciencias Humanas.
Realizó conferencias y cursos tanto en su país como en el exterior como ser Francia, Alemania, Estados Unidos de América, entre otros, en donde además hizo tareas de intercambio cultural. Con el ensayo El discurso de Heidegger obtuvo una beca del Instituto de Cultura Hispánica para poder continuar sus estudios en Madrid, España. Es crítico, periodista y traductor.
Mediante un documento oficial del año 2003, el gobierno italiano le concedió una condecoración a Hugo Beccacece por su actividad periodística y como escritor de ensayos que han contribuido a la difusión de la cultura de ese país en la Argentina, a través de la introducción y la difusión de libros de autores italianos.
Como periodista escribió para la revista Sur, el diario La Opinión, Convicción y Tiempo Argentino, además de dirigir el suplemento literario del diario la Nación y ejercer el puesto de jefe de Redacción de la revista ADN Cultura, desde 2007. También realizó traducciones, como la obra El compromiso racionalista, de Gaston Bachelard, y Diferencia y repetición, de Gilles Deleuze (junto a Silvia Delpy).
El 13 de septiembre de 2018 fue elegido académico de número de la Academia Argentina de Letras, con recepción pública celebrada el 12 de septiembre de 2019.

## Obras
- 1994 - La pereza del príncipe (ensayos)
- 2003 - Mozarteum Argentino - 50 aniversario (junto a Jeannette Arata de Erize)
- 2012 - Pérfidas uñas de mujer (ensayos)

## Premios y distinciones
- 1994 - Chevalier des Arts et des Lettres
- 1997 - Premio Konex de platino a la crítica literaria
- 2003 - Caballero de la Orden de la Estrella de la Solidaridad Italiana[2]
- 2009 - Premio Umberto Saba[5]

- Elegido miembro de número de la Academia Argentina de Letras el 13 de septiembre de 2018